# Neue deutsche Medienmacher*innen
Neue deutsche Medienmacher*innen (NdM, Aussprache mit Gender-Pause; bis März 2021 Neue deutsche Medienmacher) ist eine deutsche Nichtregierungsorganisation und bundesweiter Zusammenschluss von Medienschaffenden mit und ohne Migrationsgeschichte.

## Ziele
Größtes Ziel des Vereins ist es, der Vielfalt und Diversität der Gesellschaft sowie dem Einwanderungsland Deutschland eine adäquate Stimme zu verleihen und diese in der Berichterstattung durch die Medien sichtbarer zu machen. So hatten im Jahr 2013 rund 19 % der Einwohner Deutschlands eine Migrationsgeschichte, wobei davon ausgegangen wurde, dass der Anteil unter Journalisten viel niedriger war. Laut einer Schätzung aus dem Jahr 2009 lag der Anteil bei Tageszeitungen bei 2 %. Das Netzwerk ist ein unabhängiger, nationalitäten- und konfessionsübergreifender Zusammenschluss von Medienschaffenden. Seine Mitglieder sind in allen deutschen Medienformen (Print, TV, Hörfunk, Online) vertreten, sowohl regional als auch überregional.

## Geschichte
Gegründet wurde der Verein Ende 2008. Anfang 2014 wurde die Mitgliederzahl nach Angaben des Vereins mit mehr als 160 Vereinsmitgliedern sowie 670 Netzwerkmitgliedern angegeben. Im Jahr 2018 belief sich die Zahl der Netzwerkmitglieder laut Homepage auf 1.250.
Die Gründung erregte Aufsehen in den deutschen Medien, so brachten unter anderem die Frankfurter Allgemeine Zeitung, die taz und die Frankfurter Rundschau umfangreiche Berichte.

## Struktur

### Vorstand
Der Vorstand besteht aus zwei Vorsitzenden, einem Schatzmeister und zwei bis sechs Beisitzern. Den Vorsitz haben (Stand März 2025):
- Ella Schindler und Natalie Sablowski – Vorsitzende (zuvor Thembi Wolf)
- Daniel Bax – Schatzmeister (zuvor Sheila Mysorekar)
- Polo Türk – Beisitzer im Vorstand
- Hicran Songur – Beisitzerin im Vorstand

### Geschäftsführung
- Elena Kountidou[1] – Geschäftsführerin (zuvor Konstantina Vassiliou-Enz)[6][8]

## Tätigkeiten
Der Verein nennt neben diversen Projekten die folgenden Hauptaufgabenbereiche als Vereinszweck:
- Interessenvertretung für „Medienschaffende mit Migrationsgeschichte“
- Umsetzung von Projekten und Initiativen für mehr Vielfalt in den Medien, auf inhaltlicher und personeller Ebene
- Ansprechpartner für interkulturellen Journalismus
- Forum für Information und Austausch und zur gegenseitigen Unterstützung und Förderung
- Publikmachung der Anliegen und Positionen des Netzwerkes insbesondere gegenüber Entscheidungsträgern in Medien und Politik
- Mediale Integration

Konkrete größere Projekte sind bisher vor allem die Gründung lokaler und regionaler Netzwerke von Medienschaffenden, ein Mentoren-Programm, um junge Journalisten mit Migrationshintergrund zu fördern, die kostenfreie Recherche-Datenbank Vielfaltfinder.de mit Fachleuten mit Migrationshintergrund zu einem breiten Themenspektrum, die Entwicklung eines Glossars mit Formulierungshilfen für differenzierte Berichterstattung, regelmäßig stattfindende Medientrainings (Projekttitel: „Wir bleiben im Gespräch“) und die „Informationsplattform für Geflüchtete” Handbook Germany. Außerdem führen die Neuen deutschen Medienmacher, gefördert vom Bundesministerium für Familie, Senioren, Frauen und Jugend im Rahmen des Bundesprogramms Demokratie leben sowie unterschiedlichen Stiftungen, die Koordination der nationalen Umsetzung des No Hate Speech Movement durch. Für Aufmerksam sorgte 2021 die Kampagne Wetterberichtigung. Um auf mangelnde Diversität in den Medien hinzuweisen, hatten sie beim Institut für Meteorologie 13 Patenschaften für Hoch- und Tiefdruckgebiete gekauft und dem Wetter im Januar 2021 migrantische Namen gegeben. Die Kampagne trendete in den Sozialen Medien und sorgte auch in internationalen Medien für Aufmerksamkeit.
Die Vorsitzenden nehmen auf Einladung von Bundeskanzlerin Angela Merkel seit 2009 am jährlichen Integrationsgipfel im Bundeskanzleramt teil.

## Finanzierung
Der Verein finanziert sich durch Mitgliedsbeiträge, Spenden und zweckgebundene Fördermittel für gemeinnützige Projekte. Zu den Förderern gehören verschiedene Stiftungen und Bundesministerien, wie das Bundesamt für Migration und Flüchtlinge, sowie die Integrationsbeauftragte der Bundesregierung.
Der Verein erläutert die Förderung von Projekten, die Verwendung von Mitgliedsbeiträgen und Spenden sowie seine ehrenamtliche Vereinsarbeit in einem FAQ.
Im März 2021 fasste ein Artikel in der Neuen Zürcher Zeitung zusammen, dass die Organisation der Medienmacher im Jahr 2020 etwa 1,892 Millionen Euro an privaten und öffentlichen Fördergeldern für ihre Projekte erhalten hatte, während Einnahmen durch Spendengelder, Mitgliedsbeiträge und Preisgelder im gleichen Zeitraum etwa 43.000 Euro ausmachten.
Im Tätigkeitsbericht 2023 bezifferte die Organisation ihre Einnahmen aus staatlicher Finanzierung (Öffentliche Hand) mit 93,61 % (rund 5,475 Millionen Euro), hingegen die Einnahmen aus Spenden, Mitgliedsbeiträgen, sogenanntem „tertiären Sektor“ und sonstigen Einnahmen beliefen sich auf 6,39 %.

## Negativpreis „Goldene Kartoffel“
Die Neuen deutschen Medienmacher*innen vergaben von 2018 bis 2022 den von ihnen geschaffenen Negativpreis Goldene Kartoffel „für besonders einseitige oder missratene Berichterstattung über Aspekte der Einwanderungsgesellschaft.“ Nach Aussage der Geschäftsführung wurde die Kartoffel als Namensgeber für den Preis gewählt, da sie „für besonders unterirdische Berichterstattung“ passe. Zum anderen habe die aus Südamerika stammende Kartoffel ebenfalls eine Einwanderungsgeschichte.

### 2018: Julian Reichelt
Erster Preisträger im Jahr 2018 war Julian Reichelt, Chefredakteur der Bild-Zeitung. Reichelt erschien zur Preisverleihung und lehnte den Preis mit der Begründung ab, „Kartoffel“ sei eine Bezeichnung, die auf deutschen Schulhöfen im Hinblick auf ethnische Herkunft verwendet werde. Auf der Bühne sprach Reichelt zusammen mit Mohammad Rabie, einem geflüchteten Journalisten aus Syrien. Sibel Schick kritisierte in der taz, Reichelt habe ihn als Token instrumentalisiert.

### 2019: Öffentlich-rechtliche Talkshows
2019 wurde der Preis an die öffentlich-rechtlichen Talkshows hart aber fair, Maischberger, Anne Will und Maybrit Illner vergeben, weil ihre „reißerisch, klischeehafte und diskriminierende“ Berichterstattung ein „verzerrtes Bild vom Zusammenleben im Einwanderungsland Deutschland entwerfen und Probleme überzeichnen“ würde. Maybrit Illner wies den Preis zurück, die Redaktion von hart aber fair nahm ihn an.

### 2020: Spiegel TV
2020 wurde der Preis an das Fernsehmagazin Spiegel TV für die Berichterstattung über Clan-Kriminalität verliehen. Laut der Jury sei das gezeichnete Bild der Clans „verzerrt, stigmatisierend und rassistisch.“ Robin Alexander kritisierte die Verleihung in der Welt als Verhöhnung der Recherchearbeit.

### 2021: Bürgerliche Medien
Im Jahr 2021 ging der Preis an die Debatte über „Identitätspolitik“ in bürgerlichen Medien, die „rechtsradikale Thesen normalisiert und salonfähig gemacht“ habe.

### 2022: SWR
2022 ging der Preis an den SWR für die Dokumentation Russlanddeutsche – unsere fremden Nachbarn? (Regie: Tatyana Detig, Andrea Lotter), die ein tendenziöses, stigmatisierendes und verzerrtes Bild der Minderheit der Russlanddeutschen zeichne.

## Auszeichnungen
- 2018: Digital Award des Bundesverbands Digitale Wirtschaft (für Handbook Germany)[11]
- 2019: Smart Hero Award ausgezeichnet wurde (für Handbook Germany)[12]
- 2020: Förderpreis der Deutschen Nationalstiftung (für No Hate Speech Movement).[34]
- 2021: Deutscher Preis für Online-Kommunikation in der Kategorie „Mutigste Kampagne“ (für die Kampagne Wetterberichtigung)[35]

## Kritik
Der konservative Kolumnist Jan Fleischhauer kritisierte den Verein im Juni 2020 in seiner Focus-Kolumne als Teil einer „Anti-Hate-Speech-Industrie“. Innenminister Horst Seehofer hatte eine Strafanzeige wegen Volksverhetzung gegen einen satirischen Kolumnenbeitrag von Hengameh Yaghoobifarah erwogen, der unter dem Titel All cops are berufsunfähig  im Zusammenhang mit der Black-Lives-Matter-Bewegung imaginiert, Polizisten seien nur auf der Müllhalde unter ihresgleichen. Daraufhin kritisierten der Verein und viele Mitglieder Seehofers Schritt. Fleischhauer wies darauf hin, dass die Glaubwürdigkeit von Anti-Hate-Speech-Initiativen in Zweifel gerate, wenn damit rassistische Hassrede bekämpft, aber eine Beleidigung der Polizei verteidigt würde.
Im März 2021 wies die Journalistin Anna Schneider in der Neuen Zürcher Zeitung auf die umfassende Förderung der Organisation durch Ministerien der Bundesregierung hin, die den Großteil der Einnahmen ausmachten. Sie sah einen Widerspruch in den Aussagen der Geschäftsführerin Konstantina Vassiliou-Enz die, gefragt nach dem Verlust der journalistischen Unabhängigkeit der Neuen deutschen Medienmacher*innen durch solche Förderungen, ausgeführt hatte, dass man nicht journalistisch tätig sei, sondern sich als eine Initiative für mehr Vielfalt in den Medien verstehe. Zur Vorstellung des „Diversity Guides“ hatte Vassiliou-Enz dagegen erklärt, sie wären keine „Diversity-Management-Agentur“, sondern Journalisten. Weiter schrieb Schneider, dem Verein ginge es nicht um die „Vielfalt der Meinungen“, vielmehr beschneide er „die Freiheit, die Demokratie und die Unabhängigkeit des Journalismus“.
2022 gab die Bundesbeauftragte für Kultur und Medien Claudia Roth bekannt, das Projekt „Stark für Vielfalt. Nachhaltige Strukturen für Diversität im Journalismus schaffen“ mit bis zu 200.000 Euro zu fördern. Marc Felix Serrao kritisierte in der NZZ, dass die frühere Vereinsvorsitzende Ferda Ataman, die 2022 als Unabhängige Bundesbeauftragte für Antidiskriminierung berufen worden war, in der Jury zur Entscheidung über die Förderung saß. Ataman habe jedoch weder an der Beratung noch an der Abstimmung über das Projekt des Vereins teilgenommen, erklärte eine Sprecherin der Bundesregierung.

## Prominente Mitglieder
Zu den prominenten Mitgliedern gehören:
- Hager Ali
- Mohamed Amjahid
- Erkan Arıkan
- Mo Asumang
- Murad Bayraktar
- Marco Bertolaso
- Göksen Büyükbezci
- Sineb El Masrar
- Ferdos Forudastan
- Eren Güvercin
- Hadija Haruna-Oelker
- Dunja Hayali
- Kemal Hür
- Esra Karakaya
- Chris Köver
- Nkechi Madubuko
- Malcolm Ohanwe
- Khuê Phạm
- Ulrich Pätzold
- Lourdes Picareta
- Özlem Sarıkaya
- Sabine Schiffer
- Aslı Sevindim
- Canan Topçu
- Vanessa Vu
- Jochen Wegner
- Mounir Zitouni